# Antônio Rebendoleng Szervinsk
Antoni Dołęga Czerwiński conhecido também como Antônio Rebendoleng Szervinsk, foi um proeminente general polonês cuja presença deixou um impacto duradouro no Brasil. Segundo relatos de Jan Magalinski,  ele possivelmente foi o primeiro imigrante de nacionalidade polonesa e ex-membro do exército napoleônico a se estabelecer na região goiana. Durante o final do século XVIII e início do século XIX, período marcado pelo declínio do Império Napoleônico e antecedendo as insurreições de 1830, ele optou por deixar sua terra natal, encontrando refúgio em terras brasileiras. Estabeleceu-se na então Província de Goyaz, hoje conhecida como Goiás, especificamente na microrregião da Chapada dos Veadeiros, localizada no nordeste de Goiás, próxima ao Distrito Federal. A memória desse personagem histórico é preservada entre seus descendentes sob o nome abrasileirado de Antonio Rebendoleng Szervinsk, uma adaptação de seu nome polonês original.  Na tradição oral da família, ele é retratado como alguém que, forçado a deixar sua terra natal e viver no exílio, estabeleceu uma linhagem significativa no Brasil. Ele demonstrou sua saudade pela pátria ao batizar sua propriedade, recebida por carta de sesmaria das mãos do Imperador Dom Pedro II em 1840, como "Fazenda Polônia". 

## Contexto Histórico
Este notável europeu é resultado da emigração polonesa durante o período em que seu país enfrentou a ausência de um Estado no mapa geopolítico da Europa. De acordo com Wojciech Breowicz, um dos primeiros autores a abordar esse imigrante, há evidências de que, após a queda da Revolta de Novembro na Polônia, houve um aumento da emigração política para o Brasil. Entre 1820 e 1830, o general Antoni Dołęga-Czerwiński veio para o Brasil. Ele ingressou na guarda imperial de Dom Pedro II, dedicando-se com diligência ao bem de sua nova pátria. Em reconhecimento por suas contribuições ao Brasil, ele foi agraciado com altas honrarias e uma área significativa de terra no estado de Goiás, que ele denominou de Polônia. Czerwiński estabeleceu uma fazenda agrícola e pecuária, envolvendo-se no cultivo da terra e em atividades de caridade para com os povos indígenas locais. Ele faleceu cercado pelo respeito universal dos habitantes. Os descendentes de Czerwiński constituíram uma extensa linhagem, e embora os bisnetos já não falem mais polonês, eles se orgulham em pronunciar seu sobrenome com respeito.
A historicidade do personagem pode ser evidenciada nos apontamentos de Antoni Olcha, que escreveu o prefácio para o livro "Moje życie w Brazylii" (Minha vida no Brasil) de autoria de Władysław Wójcik, publicado em 1961. No prefácio, ao abordar a emigração, Olcha faz breves comentários sobre o ancestral: "Os primeiros emigrantes da Polônia buscavam refúgio no Brasil principalmente das perseguições da Prússia e da Rússia czarista. Logo após as Guerras Napoleônicas, no estado de Goiás, estabeleceu-se o soldado das legiões de Dąbrowski, que participou da guerra na Espanha, o general Antoni Dolega Czerwiński." O excerto historiciza tanto o nome quanto a origem do personagem histórico, aponta o motivo de sua expatriação, a busca por refúgio no território brasileiro, além de indicar que era ele um soldado de alta patente, um general, que tanto lutou nas guerras napoleônicas como também era integrante hierarquicamente bem posicionado no exército de Jan Henryk Dąbrowski, general considerado herói polonês por seus esforços na luta pela independência da Comunidade Polaco-Lituana. Ele teria emigrado junto de outros três irmãos Dołęga-Czerwiński também legionários. Como pontua a autora Anna Dvorak, no território de sua Fazenda Polônia "promoveu a agricultura material e o trabalho de caridade entre a população local. Ele morreu como um objeto de respeito geral”.